# Benjamin Zé Ondo
Benjamin Zé Ondo (Bitam, 19 giugno 1987) è un ex calciatore gabonese, di ruolo difensore.

## Carriera

### Nazionale
Ha esordito in nazionale nel 2011.